# 10月2日
10月2日是阳历年的第275天（闰年是276天），离一年的结束还有90天。

## 大事记

### 19世紀以前
- 1187年：埃及阿尤布王朝蘇丹萨拉丁率领阿拉伯聯軍收复被耶路撒冷拉丁王國統领了88年的耶路撒冷，並導致第三次十字軍東征。
- 1470年：玫瑰战争中，沃里克伯爵发动叛乱，国王爱德华四世出逃，亨利六世短暂复辟。
- 1535年：法國探險家雅克·卡蒂亞沿著北美聖羅倫斯河航行，到達現在加拿大蒙特婁島一帶。
- 1552年：俄罗斯军队攻陷喀山， 喀山汗国灭亡。
- 1582年：儒略曆最後一個日期列表改為了10月15日新日曆格里曆。
- 1619年：尼德兰制镜技师汉斯·李普希首次提交关于望远镜的专利申请。
- 1627年：明信王朱由检即位，即崇祯皇帝。

### 19世紀
- 1835年：墨西哥軍隊與德克薩斯民兵在墨屬德克薩斯岡薩雷斯發生衝突，德克薩斯革命爆發。
- 1879年：清朝大臣崇厚擅自与沙俄签订《里瓦几亚条约》，但条约内容对中国极为不利，以至于清政府拒绝批准。
- 1889年：第一届泛美会议举行。
- 1894年：甲午戰爭：日军登陆大連花園口。
- 1895年：中国近代第一所大学天津北洋西学学堂宣告成立，翌年改名为北洋大学堂。

### 20世紀
- 1909年：由詹天佑领导、首条完全由中国人自主筹资、勘测、设计、建造的铁路：京张铁路通车。
- 1915年：袁世凯接见美国大使。
- 1924年：國際聯盟签订《日内瓦议定书》。
- 1925年：英国发明家贝尔德制作的首台机械式电视机首次成功播放出图像。
- 1931年：中国全国举行反日游行。
- 1935年：意大利軍隊入侵阿比西尼亚。
- 1937年：多米尼加总统拉斐尔·特鲁希略下令軍隊對邊境地區的海地人進行大規模屠殺。
- 1940年：英国船只“英国女王”沉没[來源請求]。
- 1941年：纳粹德国国防军向苏联首都莫斯科发动大规模攻势，莫斯科战役爆发。
- 1944年：華沙起義結束，華沙全毀，超過250,000名平民死亡
- 1950年：美国漫画家查尔斯·舒兹开始连载以史努比、查理·布朗为主角的系列漫画《花生》。
- 1952年：亚太地区和平会议在北京召开。
- 1954年：联邦德国加入北大西洋公约组织。
- 1954年：苏联经济及文化建设成就展览会在新落成的北京苏联展览馆开幕。展览会持续到12月26日闭幕。
- 1958年：几内亚宣布从法国独立为独立的共和国。
- 1960年：尼日利亚举行独立后首次国会。
- 1967年，瑟古德·馬歇爾宣誓就任美國最高法院大法官，成為首位擔任此一職務的非裔美國人。
- 1984年：在中国辽宁省营口县金牛山遗址，发现了一具较完整的猿人化石，这是继周口店北京猿人头盖骨发现之后，又一重大发现。
- 1986年：印度总理拉吉夫·甘地和总统吉亞尼·宰爾·辛格及部分内阁成员在参加纪念甘地的仪式上遭到枪击。
- 1990年：遭劫持的廈門航空客機在中國廣州白雲國際機場與另外兩架中國西南航空、中國南方航空客機相撞，造成128人死亡。
- 1991年：香港科技大学落成开学。
- 1994年：第十二届亚洲运动会在日本广岛开幕。
- 1996年：秘魯航空603號班機空難。

### 21世紀
- 2005年：颱風龍王登陸中國，成為該年影響中國最致命的熱帶氣旋。
- 2005年：墨西哥在世少盃決賽以3-0擊敗上屆冠軍巴西首次獲得錦標。
- 2007年：2007年世界夏季特殊奧林匹克運動會在上海体育场开幕。

## 出生
- 1452年：理查三世，英格蘭國王（1485年逝世）
- 1566年：真田信之，日本戰國時代武將（1658年逝世）
- 1781年：威廉·懷亞特·比布，美國政治人物，首任阿拉巴馬州州長（1820年逝世）
- 1847年：保罗·冯·兴登堡，德国军事家，第2任德國聯邦大總統（1934年逝世）
- 1857年：掛下重次郎，日本檢察官、法官（1931年逝世）
- 1869年：圣雄甘地，印度民族运动领袖（1948年逝世）
- 1886年：小澤治三郎，日本海軍中將（1966年逝世）
- 1887年：維奧萊特·傑索普，阿根廷遠洋郵輪女侍、護士，鐵達尼號生還者（1971年逝世）
- 1890年：李達，中國哲學家（1966年逝世）
- 1896年：朱元鼎，中國魚類學家（1986年逝世）
- 1904年：葛拉罕·葛林，英國小說家、劇作家、評論家（1991年逝世）
- 1910年：張星賢，臺灣男子田徑運動員（1989年逝世）
- 1914年：傑克·帕森斯，美國火箭工程師、化學家、發明家、神秘學家（1952年逝世）
- 1923年：赫舍爾·伍迪·威廉姆斯，美國海軍陸戰隊員，因在硫磺島戰役中的英雄事蹟獲得榮譽勳章的最後一位在世者（2022年逝世）
- 1920年：史提芬·高華斯，羅馬尼亞職業足球員（1995年逝世）
- 1932年：毛利·威爾斯，美國職業棒球運動員、總教練（2022年逝世）
- 1935年：小原乃梨子，日本女性聲優（2024年逝世）
- 1937年：黃文雄，台灣人權活動家
- 1940年：尾辻秀久，日本政治人物，現任日本參議院議長
- 1945年：馬丁·赫爾曼，美國密碼學家
- 1949年：安妮·萊柏維茲，美國肖像攝影師
- 1949年：朱亞虎，台灣話題人物
- 1951年：史汀，英國男歌手
- 1954年：林建明，香港演員、主持人
- 1957年：趙本山，中國著名小品、东北二人转演員
- 1957年：奧斯曼·卡瓦拉，土耳其商人、活動家、慈善家
- 1963年：瑪麗亞·雷薩，菲律賓記者
- 1963年：丁曉雯，台灣女歌手、音樂製作人
- 1966年：吳大維，華裔美國男演員、歌手、主持人
- 1967年：阿登·帕塔普蒂安，美國分子生物學家、神經科學家
- 1968年：村田蓮爾，日本插畫家
- 1969年：劉爾金，臺灣男演員、主持人、相聲表演藝術家
- 1970年：萬綺雯，香港演員
- 1970年：凱莉·瑞帕，美國女演員、脫口秀主持人
- 1972年：呂宇俊，香港十大傑出青年之一
- 1974年：向海嵐，香港演员
- 1976年：陳山聰，香港演員
- 1977年：伊利亞·基瓦，烏克蘭政治人物（2023年逝世）
- 1977年：紀曉君，台灣歌手
- 1978年：陳志強，台灣男演員
- 1978年：王宗堯，香港男演員
- 1978年：濱崎步，日本女歌手
- 1978年：尼克·戈梅茲，美國男演員
- 1978年：馬特·漢考克，英國政治人物
- 1981年：郭葦昀，台灣男歌手
- 1981年：卓依婷，台灣女演員
- 1981年：李成真，韓裔美國編劇、導演
- 1982年：高娅媛，中國女歌手
- 1983年：後藤光祐，日本男性聲優
- 1983年：黃寶羅，韓國女演員
- 1984年：馬克塔·佩卡洛娃·阿達莫娃，捷克政治人物，現任捷克眾議院議長
- 1987年：欧阳智薇，中國电視節目主持人
- 1987年：乔·英格爾斯，澳大利亞職業籃球運動員
- 1989年：李诞，中国男艺人
- 1989年：梁田，中国女主持人
- 1991年：津野米咲，日本詞曲作家、吉他手（2020年逝世）
- 1991年：市川蒼，日本男性聲優
- 1992年：，巴西職業足球運動員
- 1996年：大堀彩，日本女子羽球運動員
- 1997年：万丽娜，中國女藝人
- 1997年：杉咲花，日本女演員
- 2000年：梁恩碩，臺灣女子網球運動員
- 2003年：林瑠奈，日本女子偶像團體乃木坂46成員
- 2003年：洪承漢，韓國男子偶像團體RIIZE成員
- 2003年：金倒永，韓國職業棒球運動員
- 2004年：朱尼爾·阿爾坎塔拉，多明尼加男子拳擊運動員
- 2007年：李炅潣，韓國男子偶像團體TWS成員
- 生年不詳：林筱玲，台灣女性配音員
- 生年不詳：古田一晟，日本男性聲優
- 生年不詳：岡嶋妙，日本女性聲優
- 生年不詳：上間江望，日本女性聲優
- 生年不詳：風間萬裕子，日本女性聲優

## 逝世
- 1244年：西園寺公經，日本平安時代後期至鎌倉時代初期公卿、歌人（1171年出生）
- 1678年：吴三桂，明末清初政治、军事人物，吴周开国皇帝（1612年出生）
- 1709年：伊萬·馬澤帕，烏克蘭軍事、政治、公民領袖（1639年出生）
- 1764年：威廉·卡文迪許，英國貴族、首相，第四代德文郡公爵（1720年出生）
- 1803年：塞缪尔·亚当斯，美国独立运动领袖、政治家（1722年出生）
- 1870年：羅伯特·李，美國將領、教育家，美利堅邦聯軍隊總司令（1807年出生）
- 1897年：尼爾·道，美國政治家，禁酒運動的倡導者（1804年出生）
- 1935年：喬治·傑生，丹麥銀器藝術家（1866年出生）
- 1938年：安德烈·拉加什，法國賽車手，首屆利曼24小時耐力賽冠軍（1885年出生）
- 1957年：路易吉·甘納，義大利職業公路自行車賽車手，首屆環意自行車賽總冠軍（1883年出生）
- 1973年：帕沃·努尔米，芬兰长跑奇才（1897年出生）
- 1976年：史伯泰，葡萄牙軍官、政治人物，第118任澳門總督。（1895年出生）
- 1987年：彼得·梅達沃，英國生物學家、作家，1960年諾貝爾生理學或醫學獎得主（1915年出生）
- 2008年：崔真實，南韓女演員（1968年出生）
- 2016年：內維爾·馬里納，英國指揮家、小提琴家（1924年出生）
- 2016年：林南生，台灣前立法委員（1952年出生）
- 2020年：鮑勃·吉布森，美國職業棒球投手（1935年出生）
- 2020年：拿督斯里刘伟强，马来西亚首相署前部长（1960年出生）
- 2021年：鄭慧敏，香港恒生銀行有限公司前行政總裁（1963年出生）
- 2022年：沃夫岡·哈肯，德國數學家（1928年出生）
- 2022年：薩欽·小羽毛，美國女演員、模特兒、美國原住民權利活動人士（1946年出生）
- 2022年：伊蒙·麥凱布，英國攝影師（1948年出生）

## 节假日和习俗
- 國際非暴力日
- 几内亚：獨立日
- 印度尼西亞：蠟染布節（英语：Batik Day）